# Sean Wright

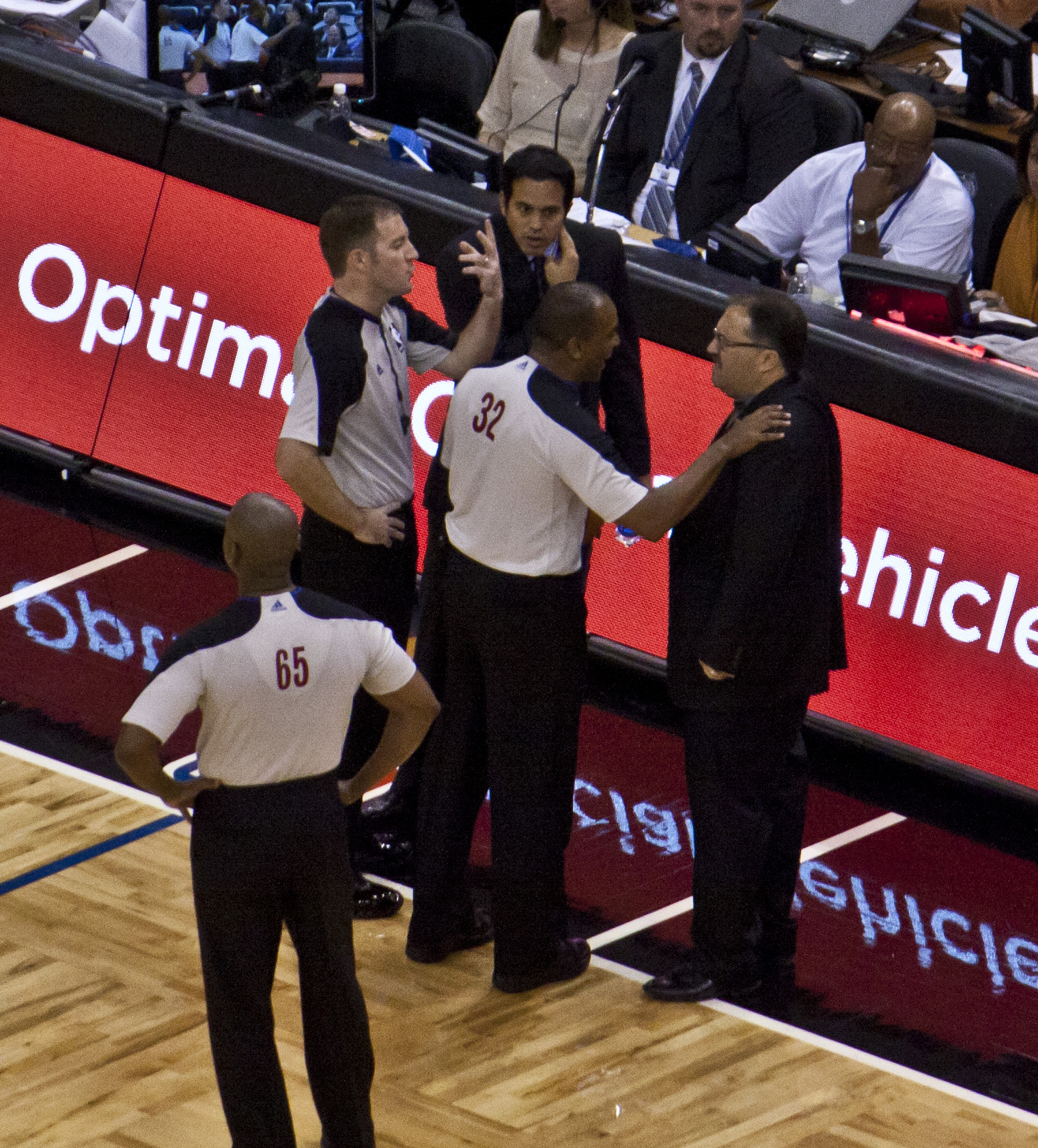
Sean Wright (im Vordergrund – mit der Uniformnummer 65), Brent Barnaky und Eddie Rush (mit der Uniformnummer 32) im Dezember 2011

Sean Wright (* 29. August 1971 in New York City, New York) ist ein US-amerikanischer Schiedsrichter im Basketball, der seit dem Jahr 2005 in der NBA tätig ist. Er trägt die Uniform mit der Nummer 4.

## Karriere

### College-Basketball
Vor dem Einstieg in die NBA arbeitete er als College-Basketballschiedsrichter in der Southeastern Conference, Colonial Athletic Association, Big South Conference, Southern Conference, Ohio Valley Conference, Atlantic Sun Conference und Southwestern Athletic Conference.

### National Basketball Association
Wright begann im Jahr 2005 seine NBA-Schiedsrichterlaufbahn beim Spiel der Toronto Raptors gegen die New Jersey Nets.
Seinen ersten Einsatz bei den NBA Finals hatte er im Spiel 2 der NBA Finals 2021 zwischen den Phoenix Suns und den Milwaukee Bucks.
Zuvor war er auch als Schiedsrichter in der NBA G-League tätig.